# 櫻井海亜
櫻井 海亜（さくらい みあ、11月14日 - ）は、日本の女性声優。東京都出身。ぷろだくしょんバオバブ所属。

## 略歴
専門学校東京アナウンス学院卒業後、2018年11月よりぷろだくしょんバオバブに所属。
2023年9月29日、病気療養により声優活動を休業することが発表された。これに伴い、小笠原緋雨役で出演していた『ヘブンバーンズレッド』は降板となり、同年11月のVer.3.9.0以降から田中美海へと引き継がれた。その後、2024年1月5日より全快したとして復帰した

## 人物
特技としてバドミントンとロールケーキ作りと長距離走とベースと親指まわし、趣味としてダンスとベースとストレッチとお散歩をそれぞれ挙げている。
レモンが好きで、丸かじりもすることもある。
犬を2匹飼っている。姉がいる。

## 出演
太字はメインキャラクター。

### テレビアニメ
- BanG Dream!（2019年、観客）
- クレヨンしんちゃん（2021年、お姉さんB）
- プラチナエンド（2021年、女子生徒）
- パズドラ（2022年、乙女花、イカ子）
- お兄ちゃんはおしまい!（2023年、富士見ねむ）
- 女神のカフェテラス（2023年、女の子A）

### 劇場アニメ
- 魔女見習いをさがして（2020年、街の人々）

### Webアニメ
- SUPER SHIRO（2020年、ハチ2、アリ3）

### ゲーム
2019年
- クイーンズブレイド WHITE TRIANGLE（メイ）
- リング☆ドリーム（白木孝奈）
- ナイツクロニクル（ピエルナ）
- クイズRPG 魔法使いと黒猫のウィズ（ワルツ）

2020年
- ラストピリオド（ブラックパール、ピンクパール）
- ビビッドアーミー（キャロル）

2023年
- ヘブンバーンズレッド（小笠原緋雨〈2代目〉）

2024年
- 逆転オセロニア（メイクレア）

### デジタルコミック
- 大東京鬼嫁伝（2021年 - 2022年、あかね[16]、つむぎ[17]） - 2シリーズ[一覧 1]
- アオのハコ（2021年、蝶野雛[18]）
- パシリな僕と恋する番長さん（2021年、辰己茉莉[19]）
- 明智家は溺愛をたくらむ。（2021年、織田まひる[20]）
- クール、なのに夜は甘くて。～同居人は溺愛中毒～（2022年、小鳥遊花純[21]）
- わたくしの幸せは、今ここに（2023年、浅羽桜花[22]）

### オーディオドラマ
- シスコン兄とブラコン妹が正直になったら（2018年、深見詠[23][24]）
- 霧島くんは普通じゃない（2021年、ナレーター、日向美羽[25]）
- 戦国繚乱美少女伝（2025年、徳川兵C、武田侍女D、羽柴兵B、増田盛次）

### ラジオ
- &キャスト!!!アワー クイーンズブレイド TRIANGLE スクランブル（2018年 - 2020年、&CAST!!!、文化放送）[26]

### その他コンテンツ
- ぴた声 彩澄しゅお（2021年[27]） - 音声素材
- VOICEPEAK 彩澄しゅお（2022年） - テキスト読み上げ用ソフト

## ディスコグラフィ

### キャラクターソング
| 発売日         | 商品名                                                             | 歌                                 | 楽曲                                       | 備考                                              |
| -------------- | ------------------------------------------------------------------ | ---------------------------------- | ------------------------------------------ | ------------------------------------------------- |
| 2019年12月25日 | クイーンズブレイド WHITE TRIANGLE キャラクターソングアルバム Trust | 不思議な猫（田村ゆかり）、TRIANGLE | 「Trust（Complete Edition）」              | ゲーム『クイーンズブレイド WHITE TRIANGLE』関連曲 |
| 2019年12月25日 | クイーンズブレイド WHITE TRIANGLE キャラクターソングアルバム Trust | メイ（櫻井海亜）                   | 「午前0時の嘘」                            | ゲーム『クイーンズブレイド WHITE TRIANGLE』関連曲 |
| 2019年12月25日 | クイーンズブレイド WHITE TRIANGLE キャラクターソングアルバム Trust | TRIANGLE                           | 「TRIPIECE」 「Trust（Original Edition）」 | ゲーム『クイーンズブレイド WHITE TRIANGLE』関連曲 |

### シリーズ一覧
1. ↑  読切版（2021年）、連載版（2022年）

### ユニットメンバー
1. 1 2  山北早紀、澁谷梓希、櫻井海亜